# 星願 あなたにもういちど
『星願 あなたにもういちど』（せいがん あなたにもういちど、原題：星願、英題：Fly Me to Polaris）は、1999年の香港の恋愛ファンタジー映画。
2003年には日本で『星に願いを。』のタイトルでリメイクされた。

## ストーリー
ヨン・ヘイチョン（愛称オニオン＝玉ねぎ頭）は視力と発話に障害があり天涯孤独で、少年のころから香港の病院で暮らし、現在は点字資料の製作で働いていた。眼科の看護師見習いオータムは患者でもある彼に優しく接し、オニオンは彼女に淡い恋心を抱くが、その思いを伝えられずに胸に秘めたまま過ごしていた。サックスが得意で、よくオータムのために隠れて演奏していたが、オータムの前では「吹けない」と誤魔化すオニオン。
ある日、突然の交通事故で死んでしまうオニオン。死者の魂を別の星（ポラリス）に送る天の中継地点で順番を待つオニオンだったが、たまたま600億人目というキリのいい数字だったために天使に願いを聞いてもらえることになる。まだ見たことのないオータムの姿をひと目見るために帰りたいと訴えたオニオンに対し、天使は「5日間だけは地球に帰ってもよい。ただし、自分の正体を明かすことはできない」という条件で帰ることを認めた。
本人だけは元の姿のつもりで現世に帰るオニオン。視力も発話も回復していたが、彼の姿は周囲には保険外交員チョクに見えていた。生前のオニオンは本物のチョクの勧めで生命保険に加入しており、受け取り人にオータムを指名していた。チョクとして、オータムにその事実を知らせに接近するオニオン。自分はオニオンだと話そうとしたが、天使の言葉通り喉が詰まり、告げることは出来なかった。
保険金の受け取りを承諾するオータム。彼女はその金を眼科に寄付しようと、医師のウーに協力を求めた。オータムが好きなことが見え見えのウーと張り合うオニオン。形見の日記を持っているとオータムに嘘をついたオニオンは、何も書かれていないノートの点字を指でたどるフリをしながら、日付けまではっきり覚えているオータムとの思い出を、チョクによる代弁という形で想いを込めて語った。
地上を去る日となり、オータムの将来を案じるオニオン。医師のウーに託すべきだと決心したオニオンは、ウーにサックスを持たせてオータムの部屋の近くに立たせ、自分は隠れていつもの曲を演奏した。しかし、正直なウーは演奏者はチョクだと告白し、チョクを探し回ったオータムは、白紙ばかりのオニオンの日記を見つけた。
書かれていない思い出を語ったチョクがオニオンだと気づくオータム。オータムと最後のひとときを寄り添って過ごしたオニオンは、流星群の降り注ぐ空へと笑顔で昇って行った。

## キャスト
- オニオン：リッチー・レン
- オータム：セシリア・チャン
- ウー医師：ウィリアム・ソー
- ジャンボ：エリック・ツァン
- オータムの姉：シャーレン・タン（鄧萃雯）

## スタッフ
- 監督：ジングル・マ
- 製作：チャン・チーコン
- 製作総指揮：レイモンド・チョウ
- 脚本：ロー・チーリャン、ヤン・シンリン
- 撮影：ジングル・マ
- 美術：チャン・サイウォン
- 音楽：ピーター・カム
- 主題歌：リッチー・レン
- 挿入歌：セシリア・チャン